# Strefa numeracyjna
Strefa numeracyjna (SN) – w polskiej telefonii naziemnej obszar, na którym numery telefoniczne objęte są systemem numeracji skrytej i któremu w krajowej sieci telefonicznej przyporządkowano określony wskaźnik.

Strefy numeracyjne w stacjonarnej sieci telefonicznej w Polsce

     12 Kraków
     13 Krosno
     14 Tarnów
     15 Tarnobrzeg
     16 Przemyśl
     17 Rzeszów
     18 Nowy Sącz
     22 Warszawa
     23 Ciechanów
     24 Płock
     25 Siedlce
     29 Ostrołęka
     32 Katowice
     33 Bielsko-Biała
     34 Częstochowa
     41 Kielce
     42 Łódź
     43 Sieradz
     44 Piotrków Tr.
     46 Skierniewice
     48 Radom
     52 Bydgoszcz
     54 Włocławek
     55 Elbląg
     56 Toruń
     58 Gdańsk
     59 Słupsk
     61 Poznań
     62 Kalisz
     63 Konin
     65 Leszno
     67 Piła
     68 Zielona Góra
     71 Wrocław
     74 Wałbrzych
     75 Jelenia Góra
     76 Legnica
     77 Opole
     81 Lublin
     82 Chełm
     83 Biała Podl.
     84 Zamość
     85 Białystok
     86 Łomża
     87 Suwałki
     89 Olsztyn
     91 Szczecin
     94 Koszalin
     95 Gorzów Wlkp.

## Historia
W pierwszym polskim planie numeracji krajowej z 1965 r. zdefiniowano 304 strefy numeracyjne. W kolejnych latach wraz z postępem technologicznym w konstrukcji central i zwiększaniu ich pojemności liczba ta ulegała stopniowemu zmniejszaniu. Od 1996 roku obszar Polski podzielony jest na 49 stref numeracyjnych. Nastąpiło wtedy powiązanie stref numeracyjnych z obszarami województw według obowiązującego wówczas podziału administracyjnego. W roku 2000 zaniechano takiego definiowania obszarów SN. Obecnie obszar zajmowany przez poszczególne SN jest określony w planie numeracji krajowej przez podanie listy nazw gmin wchodzących w skład każdej z nich. Liczba SN nie zmieniła się i wynosi nadal 49, ale granice niektórych stref uległy zmianie.
Po wprowadzeniu zamkniętego planu numeracji krajowej w Polsce w grudniu 2005 r. znaczenie pojęcia strefy numeracyjnej uległo zmniejszeniu. Z technicznego punktu widzenia należy przyjąć, że cały obszar kraju stanowi jedną SN (bowiem na terenie całego kraju obowiązuje numeracja skryta). Nadal jednak strefy numeracyjne mają istotne znaczenie w prawie telekomunikacyjnym, m.in. do obszaru jednej strefy numeracyjnej ograniczone jest uprawnienie abonenta do zachowania numeru w sieci stacjonarnej w przypadku zmiany miejsca zamieszkania lub siedziby. Liczni dostawcy usług telefonicznych w sieciach stacjonarnych na pojęciu SN nadal opierają swoje systemy taryfikacji, rozróżniając w swoich cennikach połączenia strefowe (tańsze) od międzystrefowych (droższych).
W planie numeracji krajowej strefa numeracyjna zdefiniowana jest jako część obszaru będąca częścią stacjonarnej publicznej sieci telefonicznej, charakteryzująca się tym, że każdemu obszarowi SN przyporządkowany jest wskaźnik WSN, identyfikujący daną SN. Jednocześnie definicja ta dopuszcza pewne odstępstwa w przypadkach uzasadnionych potrzebami wynikającymi z wprowadzenia wybierania numeru krajowego. Możliwe jest wtedy stosowanie jednego WSN dla kilku SN i wyróżnianie tych SN za pomocą pierwszych trzech cyfr numeru krajowego. Dodatkowo, na obszarach powiatów podzielonych granicami SN dopuszcza się przyznawanie zakresu numeracji innej SN występującej w tym powiecie, ze szczególnym uwzględnieniem przebiegu granic województw.